# Arbeitsgericht Freiburg

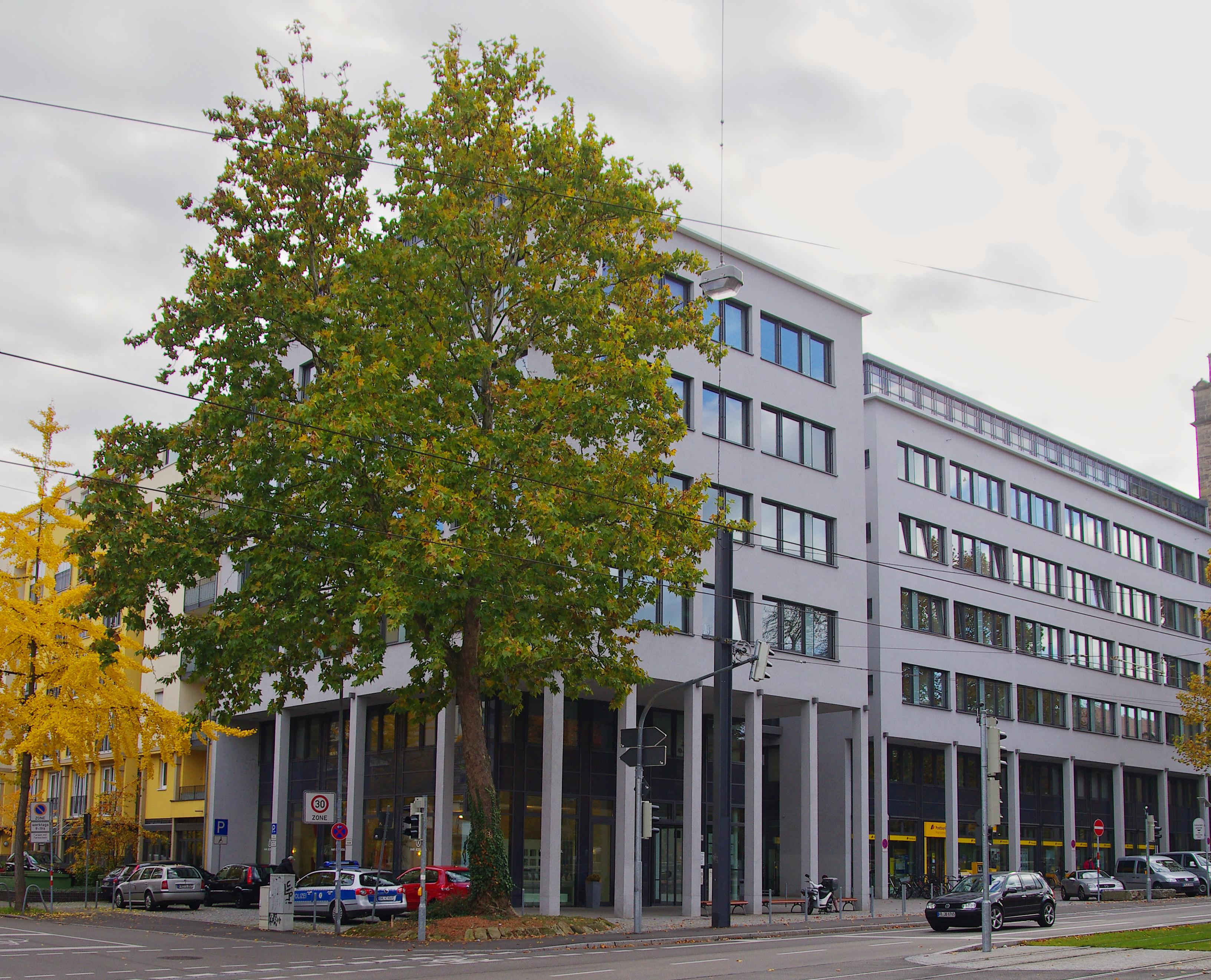
Arbeitsgericht Freiburg, Kammern Freiburg

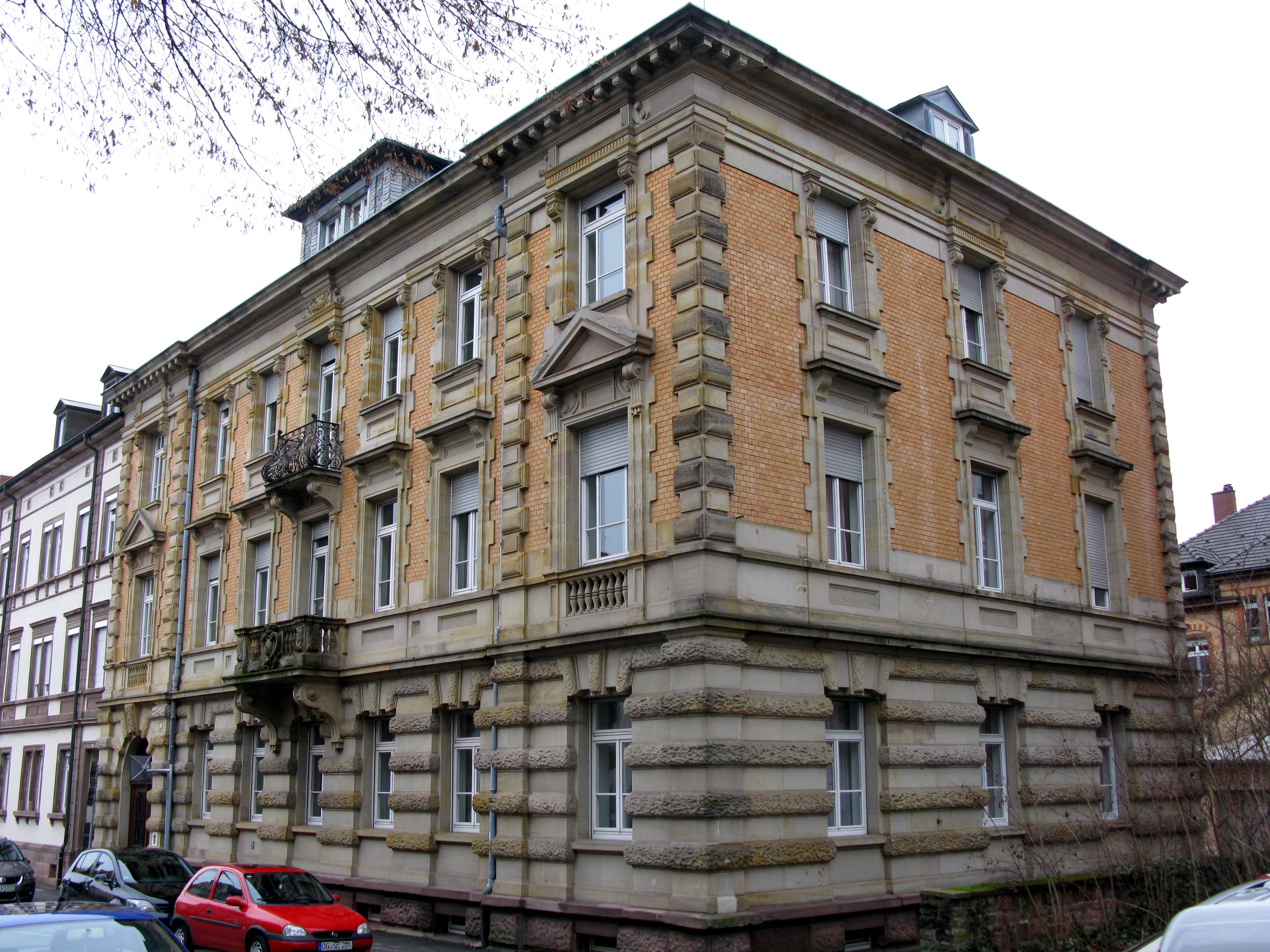
Arbeitsgericht Freiburg, Kammern Offenburg

Das Arbeitsgericht Freiburg, ein Gericht der Arbeitsgerichtsbarkeit, ist eines der neun baden-württembergischen Arbeitsgerichte.

## Gerichtssitz und -bezirk
Das Arbeitsgericht befindet sich in der Habsburgerstraße 103 auf dem ehemaligen Gelände des Kepler-Gymnasiums, von dem bis heute noch der denkmalgeschützte Turm erhalten geblieben ist. Dort ist auch das Verwaltungsgericht und eine Außenstelle des Landesarbeitsgerichts untergebracht. Das Gebäude befindet sich direkt an der Haltestelle Tennenbacher Straße der Straßenbahnlinie 3. Eine Querstraße weiter nördlich befindet sich eine Station des Fahrradverleihsystems Frelo.
Das Arbeitsgericht Freiburg unterhält Kammern in Offenburg und Lörrach.
Das Arbeitsgericht Freiburg ist örtlich zuständig für Rechtsstreitigkeiten aus der Stadt Freiburg im Breisgau, dem Landkreis Breisgau-Hochschwarzwald, dem Landkreis Emmendingen, dem Landkreis Lörrach, dem Ortenaukreis und dem Landkreis Waldshut.
Die sachliche Zuständigkeit ergibt sich aus dem Arbeitsgerichtsgesetz.

## Übergeordnete Gerichte
Dem Arbeitsgericht Freiburg sind das Landesarbeitsgericht Baden-Württemberg und im weiteren Rechtszug das Bundesarbeitsgericht übergeordnet.

## Geschichte
Gemäß Arbeitsgerichtsgesetz vom 23. Dezember 1926 wurden in Deutschland Arbeitsgerichte gebildet. Diese waren nur in der ersten Instanz organisatorisch selbstständige Gerichte, die Landesarbeitsgerichte waren den Landgerichten zugeordnet. Am Landgericht Freiburg entstand so 1927 das Landesarbeitsgericht Freiburg als eines von sechs Landesarbeitsgerichten in der Republik Baden. Als erstinstanzliches Gericht entstand in Freiburg das Arbeitsgericht Freiburg. Sein Sprengel umfasste die Gerichtsbezirke der Amtsgerichte Freiburg, Emmendingen, Breisach, Müllheim, Staufen und Waldkirch.
Nach der Besetzung Deutschlands durch die Alliierten wurden 1945 zunächst alle Gerichte geschlossen. Die ordentlichen Gerichte wurden schon bald wieder eröffnet, während die Arbeitsgerichte zunächst nicht wieder eingerichtet wurden, so dass arbeitsgerichtliche Streitigkeiten von den ordentlichen Gerichten erledigt werden mussten. Gemäß Kontrollratsgesetz 21 vom 30. März 1946 sollten in Deutschland Arbeitsgerichte aufgebaut werden. Die Umsetzung in Baden erfolgte aber erst durch die Anordnung über die Errichtung der Arbeitsgerichtsbehörden vom 8. März 1949. Damit entstanden das Arbeitsgericht Freiburg und das Landesarbeitsgericht Freiburg neu. Der Sprengel des Arbeitsgerichts Freiburg umfasste jetzt die Gerichtsbezirke der Amtsgerichte Freiburg, Emmendingen, Neustadt, Waldkirch, Bonndorf und St. Blasien.
Als Folge der Bildung des Landes Baden-Württemberg wurde das Landesarbeitsgericht Freiburg 1956 aufgehoben und durch ein einheitliches Landesarbeitsgericht Baden-Württemberg mit Sitz in Tübingen und später Stuttgart ersetzt. In Freiburg entstanden Außenkammern des Landesarbeitsgerichts Baden-Württemberg. 
1972 wurden die bislang 20 Arbeitsgerichte zu neun Standorten zusammengefasst. Der Arbeitsgerichtsbezirk Freiburg umfasste damit auch die bisherige Bezirke Offenburg und Villingen-Schwenningen, an denen jeweils Außenkammern entstanden. 
Zum Ende des Jahres 2017 wurde das Arbeitsgericht Lörrach aufgelöst. Gleichzeitig wurde das Arbeitsgericht Villingen-Schwenningen errichtet. Der Arbeitsgerichtsbezirk Lörrach wurde dem Arbeitsgericht Freiburg zugeschlagen, wobei in Lörrach eine Außenkammer entstand. Die Außenkammer des Arbeitsgerichts Lörrach in Radolfzell wurde dem neuen Arbeitsgericht Villingen-Schwenningen zugeordnet.